# Las Abiertas (Icod de los Vinos)
Las Abiertas es un caserío del municipio de Icod de los Vinos en la isla de Tenerife (Canarias, España), ubicado al suroeste de Cerrogordo a 1050 m s. n. m., dentro del dominio del pinar. Posiblemente el barrio surgió debido al avance de las roturaciones de la primera mitad del siglo XVIII. En las Constituciones Sinodales del obispo Pedro Dávila y Cárdenas, del año 1737, aparece citado con 11 vecinos (55 habitantes), creciendo hasta mediados del siglo XIX, cuando comenzó a estancarse y decrecer debido a la emigración, sobre todo a fines del siglo XX, con la crisis de las medianías. Su principal actividad es la agricultura, principalmente de árboles frutales. En 1991 contaba con una población de 246 habitantes.

## Demografía
| 2000 | 2001 | 2002 | 2003 | 2004 | 2005 | 2006 | 2007 | 2008 | 2009 |
| ---- | ---- | ---- | ---- | ---- | ---- | ---- | ---- | ---- | ---- |
| 246  | 253  | 246  | 253  | 244  | 240  | 234  | 234  | 229  | 227  |

## Fiestas Patronales
En la zona de Las Abiertas se celebra la fiesta;
- en honor a la Virgen del Carmen, siendo en julio.